# Ефект Комптона — Геттінга
Ефект Комптона — Геттінга — це видима анізотропія інтенсивності випромінювання або частинок, спричинена відносним рухом спостерігача відносно джерела. Цей ефект вперше було виявлено в інтенсивності космічних променів Артуром Комптоном і Айваном Геттінгом у 1935 році. Глісон і Аксфорд дали повний теоретичний опис ефекту.
Ефект Комптона — Геттінга передбачає, що інтенсивність космічних променів вища в напрямку, у якому рухається Земля. Цей ефект стосується лише до тих космічних променів, на які не впливає сонячний вітер, наприклад, промені надвисоких енергій. Було підраховано, що швидкість Землі в галактиці (200 км/с) зумовлює різницю між найсильнішою та найслабшою інтенсивністю космічного випромінювання приблизно на 0,1 %. Ця невелика різниця лежить у межах чутливості сучасних приладів і була експериментально виявлена в 1986 році.
Форман (1970) виводить ефект Комптона — Геттінга з інваріантності Лоренца функції розподілу у фазовому просторі. Іпавіч (1974) продовжує це загальне виведення, отримуючи частоти реєстрації частинок залежно від вектора потоку.
Окрім космічних променів, інші застосування ефекту Комптона — Геттінга включають, наприклад, плазмовий хвіст земної магнітосфери і розподіл енергетичних атомів, зареєстрованих космічним кораблем «Кассіні — Гюйгенс» на Сатурні.